# Depocentro
Il depocentro è l'area di massima deposizione all'interno di un bacino sedimentario, dove si può trovare il maggiore sviluppo, ossia il maggior spessore di una sequenza sedimentaria.
La posizione del depocentro può cambiare nel corso dell'evoluzione del bacino, questo spostamento, detto migrazione, quasi sempre verso l'esterno dell'area di avampaese dipende principalmente dalla combinazione fra accumulo di sedimenti e subsidenza dell'area, quest'ultima funzione anche della rigidità della litosfera sottostante ed eventuali movimenti isostatici. Conseguentemente la mappatura dello spostamento del depocentro,  in funzione del tempo geologico, può fornire interessanti informazioni riguardo all'evoluzione geodinamica dell'area.